# Chiangiodendron
Chiangiodendron is een geslacht uit de familie Achariaceae. Het geslacht telt een soort die voorkomt in Mexico en Centraal-Amerika.

## Soorten
- Chiangiodendron mexicanum Wendt